# Buch (Svizzera)
Buch (toponimo tedesco) è un comune svizzero di 316 abitanti del Canton Sciaffusa.